# Fateh Mobin
El Fateh Mobin es un misil balístico iraní de corto alcance antibuque y de propulsión sólida de una sola etapa con terminal infrarrojo guiado por doble superficie a superficie. Fue presentado por primera vez en un desfile militar en Teherán el 13 de agosto de 2018 dos días después de que los medios estadounidenses lo informaran. Es una versión mejorada del Fateh-110 con mejor orientación. Los iraníes planean utilizar sus sistemas de guía en el SRBM Zolfaghar que, según algunas fuentes, tiene un sistema de guía deficiente.

## Características
En palabras del Ministro de Defensa iraní, Amir Hatami, el misil es puramente autóctono, poco observable y guiado con precisión. Se cree que el misil es una variante del Fateh-110 con sólo un mejor sistema de guía y el mismo alcance de 200-300 km. El misil probablemente tiene una guía terminal a través de imágenes infrarrojas, lo que explica su cono de nariz. Un misil con tal guía es en sí mismo evasivo de radar. El misil tiene una longitud de sólo 9 m, lo que significa que puede cargarse en contenedores marítimos y lanzarse desde plataformas marítimas.